# 马克斯·奥古斯特·佐恩
马克斯·奥古斯特·佐恩（德語：Max August Zorn，德語：[tsɔʁn]，1906年6月6日—1993年3月9日）是一名德國數學家。他是代數學家、群理論家和數值分析家。他最著名的是佐恩引理，這是集合論中的一種方法，適用於向量空間和有序集合等多種數學構造。佐恩引理最早由卡齊米日·庫拉托夫斯基於1922年提出，隨後由佐恩於1935年獨立提出。

## 生平
佐恩於1906年6月6日出生於德國克雷費爾德，曾就讀於漢堡大學。1930年4月，他因一篇關於交錯代數的論文獲得博士學位。他的研究成果發表在《漢堡大學數學研討會論文集》上。佐恩證明，分裂八元數可以用一種混合式矩陣來表示，這個矩陣稱為佐恩向量矩陣代數。
佐恩被哈勒大學任命為助教，然而他在那裡工作的時間並不長。1933年，由於納粹頒布的政策，他被迫離開德國。據他的孫子埃里克說：「（馬克斯）一生中大部分時間都是用沙啞的聲音說話。很少有人知道原因，因為他是在別人的極力慫恿下才說出這個故事的。但他之所以這樣說話，是因為親希特勒的暴徒反對他的政治主張，在1933年的一次街頭鬥毆中打傷了他的喉嚨。」
佐恩移民到美國後，被耶魯大學任命為史特林研究員。在耶魯大學期間，佐恩撰寫了論文《關於無窮代數方法的備註》，闡述他的最大原則，後來被稱為佐恩引理。它要求包含任意子集鏈聯合的集合必須有一個子集鏈不包含在任何其他子集鏈中，這個子集鏈被稱為極大元。他用環論和場擴展中的應用來說明這原理。佐恩引理是選擇公理的另一種表達方式，因此也是公理集合論中一個值得關注的主題。
1936年，他來到加州大學洛杉磯分校，一直工作到1946年。 在加州大學洛杉磯分校期間，佐恩重溫了他對交錯環的研究，並證明某些交錯環的無根性的存在。據安格斯·艾利斯·泰勒稱，佐恩是他在加州大學洛杉磯分校最激勵人心的同事。
1946年，佐恩成為印第安納大學教授，直到1971年退休。 他曾是伊斯雷爾·內森·赫斯坦的論文導師。
1993年3月9日，佐恩因充血性心臟衰竭在印第安那州布盧明頓去世

## 個人生活
佐恩與愛麗絲·施洛塔烏（Alice Schlottau）結婚，育有一子延斯（Jens）和一女莉茲（Liz）。延斯是密西根大學物理學榮譽教授，也是一位出色的雕塑家。1986年到2021年，佐恩的孫子埃里克·佐恩是《芝加哥論壇報》的專欄作家；退休後，埃里克創辦了一家名為“The Picayune Sentinel”的Substack通訊社，其名稱源自佐恩在印第安納大學期間發行的數學通訊。佐恩的曾孫亞歷山大·沃爾肯·佐恩於2018年獲得加州大學柏克萊分校數學博士學位。

## 外部連結
- 約翰·J·奧康納; 埃德蒙·F·羅伯遜, ,  （英语）
- 马克斯·奥古斯特·佐恩在數學譜系計畫的資料。